# Hyalomyzus triangulatus
Hyalomyzus triangulatus är en insektsart som beskrevs av Voegtlin 1984. Hyalomyzus triangulatus ingår i släktet Hyalomyzus och familjen långrörsbladlöss. Inga underarter finns listade i Catalogue of Life.